# Estercobilinogênio
O estercobilinogênio é um produto da digestão da bílis, sendo que sua oxidação leva à formação da estercobilina.